# Adobe Photoshop
Adobe Photoshop 是一个由 Adobe 开发和发行的图像处理软件。该软件提供对 Windows、macOS、iPadOS和iOS操作系统的支持。
Photoshop由托馬斯·諾爾和约翰·诺尔在1988年首次发布。自那时起，它成为位图编辑的行业标准。该软件的名称经常被通俗地用作动词，如“P 图”，“正在 PS”和“PS 比赛”，尽管 Adobe 不鼓励这样使用。它可以编辑和合成多个图层中的位图，支持图层遮罩、图像合成且包含 RGB、CMYK、CIELAB、专色通道和双色调等多种颜色模型。该软件使用自己的 .PSD 和 .PSB 文件格式来支持上述功能。不过除位图以外，它编辑或渲染文本、矢量图形（尤其是剪辑路径）、3D 图形和视频的能力有限。它的功能可以通过 Photoshop 插件、独立于该软件开发和分发的程序来扩展，这些程序在其内部运行以增强或是提供全新的功能。
Photoshop 的新版本最初是通过更新版本号进行发布。但是，在 2002 年 10 月，随着 Creative Suite 品牌的推出，Photoshop 的每个新版本都被指定为“CS”加上一个数字; 例如，Photoshop 的第八个主要版本是Photoshop CS，第九个主要版本是Photoshop CS2。Photoshop CS3到CS6也分为两种版本：标准版和扩展版。2013年6月，随着Creative Cloud的推出，Photoshop 的授权模式被改为软件为服务的订阅模式，而原有的“CS”后缀被替换为“CC”。这些新版本的命名方式也应用到其他Adobe系列软件中，例如 Adobe Fireworks、Adobe Bridge、Adobe Device Central 和Adobe Camera RAW。2019年11月Adobe Photoshop正式推出iPad版本。
除了Photoshop，Adobe还开发并发售了Photoshop Elements，Photoshop Lightroom，Photoshop Express 和Photoshop Touch。它们统称为“Adobe Photoshop 系列”。这些软件目前都是专有软件。

## 历史
1987 年，托馬斯·諾爾在美国密歇根大学就读博士研究生时，使用课余时间编写了一个叫做“Display”的程序，程序的功能是让黑白位图显示器显示灰阶图像。托馬斯的兄弟约翰·诺尔此时就职于光影魔幻工业特效公司，他建议托馬斯将“Display”变成一个处理数字图像的程序，于是在 1988 年两兄弟用六个月合作完成这个项目。最初托马斯想将软件改名为“ImagePro”，但没曾想到这个名字已经被使用。同年晚些时候，托马斯参加展览时在一位观众的建议下最终将软件改名为“Photoshop”，并与一家扫描仪公司进行了短期合作，用于处理扫描仪扫描下来的图像。
在这期间，约翰前往硅谷向苹果公司的工程师以及Adobe Systems的艺术总监罗素·布朗展示Photoshop。两边的展示都很成功，最终在1988年9月Adobe决定买下Photoshop的发行权。此时约翰在加利福尼亚州致力于插件开发，而托马斯仍然在密歇根州安娜堡编写代码。
1990年，Photoshop 1.0 版本发布，只有苹果机系统版本。
1991年，发行Photoshop 2.5 版本，Photoshop 正式开始支持 Windows 操作系统。
1995年，发行Photoshop 3.0 版本，增加图层功能。
1998年，发行Photoshop 5.02，开始支持中文。
1999年2月，发行Photoshop 5.5，此版本中捆绑一个独立的软件ImageReady，加强了Photoshop对网络图像（主要是GIF图像文件）的支持功能。
2003年9月，发行 Adobe Creative Suite 套装，将Adobe Photoshop 8更名为Adobe Photoshop CS。并增加了镜头校正、镜头模糊、智能调节亮度等功能。
2007年4月，发行Photoshop CS3，重新设计了软件界面，并增加 3D、智能滤镜、视频编辑等功能。由于Photoshop本身功能不断加强，大部分ImageReady的功能在Photoshop CS3中已经具备，所以Photoshop CS3不再捆绑ImageReady。
2008年11月，发行Photoshop CS4，开始原生支援 64 位元系统。在软件安裝過程中，若安裝程式检测到電腦為 64 位元，將會自動多出一个 64 位元Photoshop的安装选项。
2010年4月，发行Photoshop CS5, 支持Mac OS X 64 位。
2012年4月23日，发行Photoshop CS6，重新设计界面，拥有新一代 Adobe Mercury 图形引擎以及大量改进的工具。
2013年6月17日，发行Photoshop CC，提供加强的 Raw 工具，以及更丰富的滤镜。并在 2014 年 10 月的 Photoshop CC 2014.2 更新中，新增 Creative Cloud 库功能，使在不同的计算机上可以使用多种应用程序查看以相同 Adobe ID 创建的资源，并支持 Windows 触控设备。
2015年6月15日 , 发行Photoshop CC 2015，引入 Artboards 功能，在单个文档中即可进行跨设备体验设计，并能够进行快速预览，更快更简单的图像导出功能，Windows下高 DPI 显示显示器上更好的视觉体验，简化复杂 3D 模型设计。
2016年11月2日 , 发行Photoshop CC 2017。
2017年10月18日 , 发行Photoshop CC 2018。
Photoshop被人们认为是最好的图像处理软件，但与著名的3D Studio Max 一样，昂贵的价格使其难以普及。但 Adobe 为了向中国大陆推广，在 2011 年推出“校园先锋计划”，价格大幅降低，比如原价 7707 元人民幣的Adobe Photoshop CS5 Extended在此计划中只卖 349 元人民幣(CNY)。不过此计划只面向大学生与高校教师。

## 支持的图片文件格式
- .PSD：这是 Photoshop 默认的文件保存格式，PSD 是 Photo Shop Document 的缩写。该格式可以保留所有有图层、色板、遮罩、路径、未點陣化文字以及图层样式等，但無法保存文件的操作历史记录。Adobe 其他软件产品，例如 Premiere、Indesign、Illustrator 等可以直接导入.PSD 文件。
- .PSB：PSB 是 Photoshop Big 的缩写，该格式最高可保存寬度和高度不超过 300,000 像素的图像文件，此格式用於大小超過 2 GB 的檔案，但只能在新版 Photoshop 中打开，其他软件以及旧版 Photoshop 不支持。
- .PDD：PDD 是 PhotoDeluxe Document 的缩写，此格式只用來支援 Photo Deluxe 的功能。Photo Deluxe 已經停止開發。
- .RAW：Photoshop RAW 具 Alpha 通道 的 RGB、CMYK 和灰度模式，以及没有 Alpha 通道的 Lab、多通道、索引和双色调模式。
- .BMP：BMP 是 Windows 操作系统专有的图像格式，用于保存點陣圖文件，最高可处理 24 位元图像，支持點陣圖、灰度、索引和 RGB 模式，但不支持 Alpha 通道。
- .GIF：GIF 因其采用 LZW 无损压缩方式并且支持透明背景和动画，被广泛运用于网络中。
- .EPS：EPS 是用于 Postscript 打印机上输出图像的文件格式，大多数图像处理软件都支持该格式。EPS 格式能同时包含位图图像和矢量图像，并支持位图、灰度、索引、Lab、双色调、RGB 以及 CMYK。
- .PDF：便携文档格式 PDF 支持索引、灰度、位图、RGB、CMYK 以及 Lab 模式。具有文档搜索和导航功能，同样支持位图和矢量。
- .PNG：PNG 作为 GIF 的替代品，可以无损压缩图像，并最高支持 244 位图像且可产生无锯齿状的透明度。但一些旧版浏览器（例如：IE5）不支持 PNG 格式。
- .TIFF：TIFF 作为通用文件格式，绝大多数绘图软件、图像编辑软件以及排版软件都支持该格式，并且扫描仪也支持导出该格式的文件。
- .JPEG：JPEG 和 JPG 一样是一种在现行网络上被广泛应用的采用有损压缩方式的文件格式，JPEG 支持位图、索引、灰度和 RGB 模式，但不支持 Alpha 通道。
- .DICOM：醫療數位影像傳輸協定（DICOM，Digital Imaging and Communications in Medicine）是一組通用的標準協定，在對於醫學影像的處理、儲存、列印、傳輸上。它包含了檔案格式的定義及網路通信協定。DICOM 是以 TCP/IP 為基礎的應用協定，並以 TCP/IP 聯繫各個系統。兩個能接受 DICOM 格式的醫療儀器間，可藉由 DICOM 格式的檔案，來接收與交換影像及病人資料。。

## 特性
Photoshop 主要处理以像素所構成的數位影像。使用其众多的編修與繪圖工具，可以更有效的进行图片编辑工作。独特的历史纪录浮動視窗和可编辑的图层效果功能使用户可以方便的测试效果。对各种滤镜的支持更令使用户能够轻松创造出各种奇幻的效果。

## 彩蛋
- 按住 Ctrl 鍵，點擊「帮助（H） - 關於 Photoshop（A）」，可發現關於界面变得不同。

- 在中的選項，按下 Shift+Ctrl+Alt 鍵，點選顏色主題的任一圖示，即可發現圖示皆變成了咖啡杯和面包；而按下 Alt+Shift 键，則变成了吐司面包。

## 语言支持
Photoshop CC 目前提供以下语言版本：
- 丹麦语
- 德语
- 英语
- 西班牙语
- 法语
- 法语*
- 希伯来文*
- 匈牙利
- 意大利语
- 荷兰语
- 挪威语
- 波兰语
- 葡萄牙语（巴西）
- 芬兰语
- 瑞典语
- 土耳其
- 乌克兰
- 捷克语
- 俄语
- 阿拉伯语
- 日本语
- 简体中文
- 繁体中文
- 韩语

*中东语言版本支持阿拉伯语和希伯来语，拥有从右向左语言支持、阿拉伯语/希伯来语功能和英语界面；法属北非（法语*）版本也拥有从右向左语言支持、阿拉伯语/希伯来语功能和法语界面。

## 版本历史
| 版本                      | 作業系統                           | 代號                                                     | 發佈日期       | 新特性 |
| ------------------------- | ---------------------------------- | -------------------------------------------------------- | -------------- | --- |
| 0.07                      | Macintosh                          | Bond                                                     | 1988年1月      | |
| 0.63                      | Macintosh                          |                                                          | 1988年10月     | |
| 0.87                      | Macintosh                          | Seurat                                                   | 1989年3月      | |
| 1.0                       | Macintosh                          |                                                          | 1990年2月      | |
| 2.0                       | Macintosh                          | Fast Eddy 快速漩渦                                       | 1991年6月      | - 路徑 |
| 2.5                       | Macintosh                          | Merlin 隼                                                | 1992年11月     | |
| 2.5                       | Windows                            | Brimstone 硫磺                                           | 1992年11月     | |
| 2.5                       | IRIX, Solaris                      |                                                          | 1993年11月     | |
| 3.0                       | Macintosh                          | Tiger Mountain 虎山                                      | 1994年9月      | - 調色盤標籤 - 圖層 |
| 3.0                       | Windows, IRIX, Solaris             |                                                          | 1994年11月     | - 調色盤標籤 - 圖層 |
| 4.0                       | Macintosh, Windows                 | Big Electric Cat 大電貓                                  | 1996年11月     | - 可調整的圖層 - 可編輯型式（以前的版本添加後立即就點陣化） |
| 5.0                       | Macintosh, Windows                 | Strange Cargo 奇怪貨物                                   | 1998年5月      | - 多次撤銷（歷史面板） - 色彩管理 |
| 5.5                       | Macintosh, Windows                 |                                                          | 1999年2月      | - 捆绑ImageReady - 儲存為網頁用 - 吸取 - 向量圖象 |
| 6.0                       | Macintosh, Windows                 | Venus in Furs 皮裘中的維納斯                             | 2000年9月      | - 向量圖像 - 更新使用者介面 - "溶解"濾鏡 - 圖層樣式／混合圖層 |
| 7.0                       | Mac OS 'Classic'/Mac OS X, Windows | Liquid Sky 流動的天空                                    | 2002年3月      | - 文字全部矢量化 - 修復筆刷 - 新繪畫引擎 |
| 7.0.1                     | Mac OS 'Classic'/Mac OS X, Windows |                                                          | 2002年8月      | - 支援相機RAW 1.x（可選外掛程式） |
| CS（8.0）                 | Mac OS X, Windows                  | Dark Matter 暗物質                                       | 2003年10月     | - 支援相機RAW 2.x - Highly modified "Slice Tool" - 陰影／高光命令 - 顏色匹配命令 - "鏡頭模糊"濾鏡 - 實時柱狀圖 - Detection and refusal to print scanned images of various banknotes - 使用Safecast的DRM複製保護技術 - 支援JavaScript腳本語言及其他語言 |
| CS2（9.0, 9.0.2）         | Mac OS X, Windows                  | Space Monkey 太空猴子                                    | 2005年4月      | - 支援相機RAW 3.x - 智慧物件 - 影像扭曲 - 點恢復筆刷 - 紅眼工具 - 鏡頭校正濾鏡 - 智慧銳化 - Smart Guides - 消失點滤镜 - 改善64-bit PowerPC G5 Macintosh電腦運行Mac OS X 10.4時的記憶體管理 - 支援高動態範圍成像（High Dynamic Range Imaging） - More smudging options, such as "Scattering" - 改善圖層選取（可選取多於一個圖層） |
| CS3, CS3 Extended（10.0） | 所有Mac OS X, Windows              | Red Pill 紅藥丸                                          | 2007年4月16日  | - 可以使用於英特爾的麥金塔平臺，增進對Windows Vista的支援 - 全新的使用者介面 - Feature additions to Adobe Camera RAW - 快速選取工具 - 曲線、消失點、色版混合器、亮度和對比度、列印對話窗的改進 - 黑白轉換調整 - 自動合併和自動混合 - 智慧（無損）濾鏡 - 移動器材的影像支援 - Improvements to cloning and healing - 更完整的32 bit / HDR支援（圖層，繪圖，更多濾鏡與調整） - 快速啟動                                                                                        |
| CS4, CS4 Extended（11.0） | 所有Mac OS X, Windows              | Stonehenge 巨石阵                                        | 2008年11月7日  | - 3D上色和構圖功能 - 調整面板 - 3D物件和屬性編輯 - 遮色片面板 - 流暢畫布旋轉 - 自動對齊圖層 - 更順暢的平移和縮放功能 - 自動混合影像 - 內容感應縮放 - 增強動態圖形編輯 - 加深景深 - 更佳的原始影像處理 - 更多強大的列印選項 - 與其他Adobe軟體整合 - 領先業界的色彩校正功能 - 更精進的Adobe Photoshop Lightroom工作流程 - 檔案顯示選項 - 擴充性 |
| CS5, CS5 Extended（12.0） | Mac OS X, Windows                  | White Rabbit 大白兔                                      | 2010年4月12日  | - 内容感知填充 - 复杂选择 - 绘图效果 - 操控变形 - 原始图像处理 - 增强的3D现实主义和丰富的素材 - HDR成像 - 媒体管理 - 跨平台性能 - 3D突出 - 高效工作流程 |
| CS6，CS6 Extended（13.0） | Mac OS X, Windows                  | Superstition 迷信                                        | 2012年4月23日  | - 内容识别修补 - Adobe Mercury图形引擎 - 全新和改良的设计工具 - 全新视频素材编辑功能 - 全新用户界面 - 全新的Blur Gallery - 全新的裁剪工具 - 预设迁移与共享功能 - 自适应广角 - 后台存储 - 自动恢复 - 改进的自动校正功能 - Adobe Photoshop Camera Raw 7增效工具 - 创新的侵蚀效果画笔 - 支持更多相机机型 - 支持10位色深支持 - 支持3D LUT - 新增绘画预设 - Adobe Bridge CS6 - 改良的Adobe Mini Bridge - 增强的TIFF支持 - 提高最大画笔大小                                       |
| CC（14.0）                | Mac OS X, Windows                  | Lucky 幸运                                               | 2013年6月17日  | - 全新的智慧銳利化 - 包含Photoshop Extended功能 - 智慧補強 - Adobe Camera Raw做為濾鏡 - Adobe Camera Raw 8 - 可編輯的圓角矩形和其他形狀 - 多個形狀和路徑選取 - 改進的3D繪圖 - 相機防手震 - 模糊收藏館和液化的智慧型物件支援 - Mercury Graphics Engine - 內容感知修補程式和內容感知移動 - 唾手可得的畫布3D控制項 |
| CC 2014（15.0）           | Mac OS X, Windows                  | Single Malt Whiskey Cat 单一麦芽威士忌猫                 | 2014年6月18日  | - 智能参考线 - 链接的智能对象的改进 - 智能对象中的图层复合 - 使用Typekit中的字体 - 搜索字体 - 模糊画廊运动效果 - 选择位于焦点中的图像区域 - 带有颜色混合的内容识别功能 - Photoshop生成器的增强 - 3D打印 - 同步设置改进 - 启用实验性功能（对高密度显示屏进行200%用户界面缩放、启用多色调3D打印、触控手势） - 3D图像处理 - 导出颜色查找表 - Adobe Camera Raw增强功能 |
| CC 2015 (16.0)            | Mac OS X, Windows                  | Dedicated to Thomas and John Knoll 献给托马斯和约翰·诺尔 | 2015年6月15日  | - 多画板支持 - 新设计模式：PS设计空间 - Adobe 图库 - 云端素材关联 - 更快更便捷的图片导出 - Adobe Preview CC - Adobe Camara Raw 9.1 - Windows下高DPI显示屏中更好的视觉体验 - 简化复杂的3D模型 |
| CC 2017 (18.0)            | macOS, Windows                     | Big Rig 大钻机                                           | 2016年11月2日  | |
| CC 2018 (19.0)            | macOS, Windows                     | White Lion 白狮                                          | 2017年10月18日 | |
| CC 2019(20.0)             | macOS, Windows                     | B Winston                                                | 2018年10月15日 | - 经过改良设计的内容识别填充 - 可用于轻松进行蒙版操作的图框工具 - 多次撤销 - 可用性改进 - 实时混合模式预览 - 对称模式 - 色轮 - 主屏幕 - 经过改进的应用程序内学习方式 - UI 字号首选项 - 提升“导出为”体验 |
| CC 2020(21.0)             | macOS, Windows                     |                                                          | 2019年11月4日  | - 云文档 - 对预设实施的改进 - 新增的“对象选择”工具 - 一致的变换行为 - 改进后的“属性”面板 - 将智能对象转换为图层 - 增强了变换变形功能 - OpenType 字体的风格组合 - 增强了“内容识别填充”功能 - 将“亮度/对比度”和“曲线”调整用于在 32 位文档中调整图层 - 应用程序中的“新增功能”屏幕 - 新增的快捷键 - 动画 GIF 支持 - “新建文档”对话框的性能得到改进 - “镜头模糊”的性能得到改进 - 改进了“文档”选项卡 - “全球通用版面”文本引擎选项 - 首选项设置为自动显示主屏幕 - Adobe Asset Link |
| CC 2021(22.0)             | macOS, Windows                     | 7π                                                       | 2020年10月20日 | - Neural Filters - 天空替换 - 全新的应用程序内“发现”面板 - 增强的云文档 - 图案预览 - 实时形状 - 重置智能对象 - 可在 Creative Cloud 桌面应用程序中发现新的第三方增效工具 - “画笔”、“色板”、“渐变”、“样式”、“图案”和“形状”面板中现在包含搜索功能 - 内容感知描摹工具 |
| CC 2022(23.0)             | macOS, Windows                     |                                                          | 2021年10月     | |
| 24.0                      | macOS, Windows                     |                                                          | 2022年10月     | |
| 25.0                      | macOS, Windows                     |                                                          | 2023年9月      | |

## 同类应用
- Clip Studio Paint
- Sketch (软件)
- Figma
- GIMP
- Affinity Designer
- Adobe Experience Design

## 外部連結
- Adobe（页面存档备份，存于）（英文）
  - 台湾（页面存档备份，存于）（繁體中文）
  - 中國大陸（页面存档备份，存于）（简体中文）
- Photoshop網頁版（英文）